# Tašmajdan

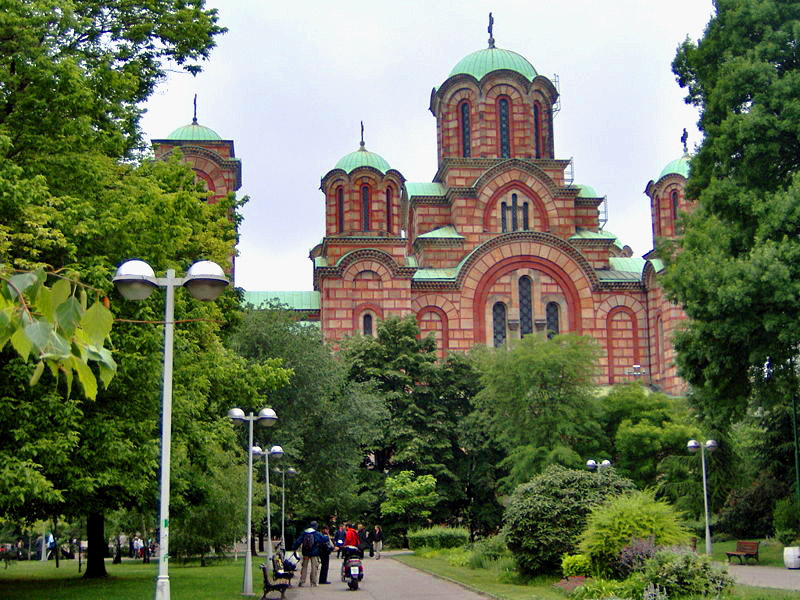
Tašmajdan med Sankt Markus kyrka i bakgrunden.

Tašmajdanparken, i vardagligt tal Tašmajdan eller helt enkelt bara Taš, är en offentlig park och stadsdel i Belgrad i Serbien.